# Nāmarūpa
Nāmarūpa (sanskrit IAST, pāli ; composé de nāma « nom, esprit » et rūpa « forme, corporéité ») désigne dans le bouddhisme l'illusion d'exister comme individu. Cette illusion est la quatrième cause de la souffrance dans la chaîne des causes de la souffrance (pratītyasamutpāda) qui en comporte douze. Dans l'hindouisme, nāmarūpa est le terme qui désigne le monde connu, celui de l'illusion, maya, l'opposé de la Vérité, Brahman.

## Dans le bouddhisme

### Définitions de nāmarūpa

#### Nāmarūpa et les agrégats
Nāmarūpa renvoie généralement aux cinq skandha (« agrégats d'attachement »), et s'apparente alors à une simple collection, un concept qui rassemble simplement les constituants de l'être : 
- rūpakāya, le groupe du corps, désigne simplement l'agrégat du corps. Voir rūpa ;
- nāmakāya, le groupe de l'esprit, désigne alors quatre agrégats :
  - Sensation, vedanā ;
  - Perception, saṃjñā ;
  - Créations karmiques, saṃskāra ;
  - Conscience, vijñāna.

#### Nāmarūpa dans la coproduction conditionnée
Dans la coproduction conditionnée, nāmarūpa est le quatrième chaînon ; déterminé par la conscience, vijñāna et déterminant six bases sensorielles, sadayatana. 
Nāma désigne alors non pas les quatre agrégats mentaux mais seulement la sensation (vedanā) et la perception (saññā) qui sont le fruit (vipaka) du kamma.

#### Nāma
Le nom, qui signifie esprit, désigne cinq facteurs mentaux, cetasikā :
- Sensation, vedanā ;
- Perception, saṃjñā ;
- Volition, cetanā ;
- Contact, sparśa ;
- Attention mentale, manaskara.

Selon l'abhidhamma, ces cinq facteurs, ainsi que la vitalité (jivita) et la stabilité mentale (citta ttiti), sont les sept facteurs présents dans tout état de conscience (vijñāna).

### Questions relatives au nom et forme

#### Individu
Le nom ne renvoie, a priori, pas au patronyme ni à une âme mais simplement à ce recueil de quatre phénomènes bien différenciés, chacun étant impersonnel (anātman). On peut cependant relever quelques débats au sein du bouddhisme : 
- les écoles pudgalavādin reconnaissaient une forme d'individu ;
- certaines écoles considèrent un réceptacle au karma afin d'expliquer la transmigration (l'ālayavijñāna).

#### Dualisme
L'expression nāmarūpa pose la question de l'opposition entre le corps et l'esprit. Si certaines écoles s'en tiennent à ce dualisme, d'autres, comme le yogacara, postulent un idéalisme radical : il n'existe rien d'autre que la pensée.